# Кызылдере
Кызылдере — река в России, правый приток реки Ахтычай, протекает в Республике Дагестан, по территории Ахтынского района. Устье реки находится в 33 км по правому берегу реки Ахтычай. Длина реки составляет 10 км. Площадь водосборного бассейна — 39,1 км².

## География
Река берёт начало ручьями, стекающими с северных склонов отрогов Главного Кавказского хребта. Течёт по дну ущелья Кизил-дере. Впадает в реку Ахтычай в черте села Хнов на высоте 1900 м.

## Население
На всём пути следования реки расположен только один населённый пункт — рутульское село Хнов.

## Данные водного реестра
По данным государственного водного реестра России относится к Западно-Каспийскому бассейновому округу, водохозяйственный участок реки — Самур, речной подбассейн реки — Ахтычай. Речной бассейн реки — Самур. Код водного объекта в государственном водном реестре — 07030000412109300002415.